# Arusha

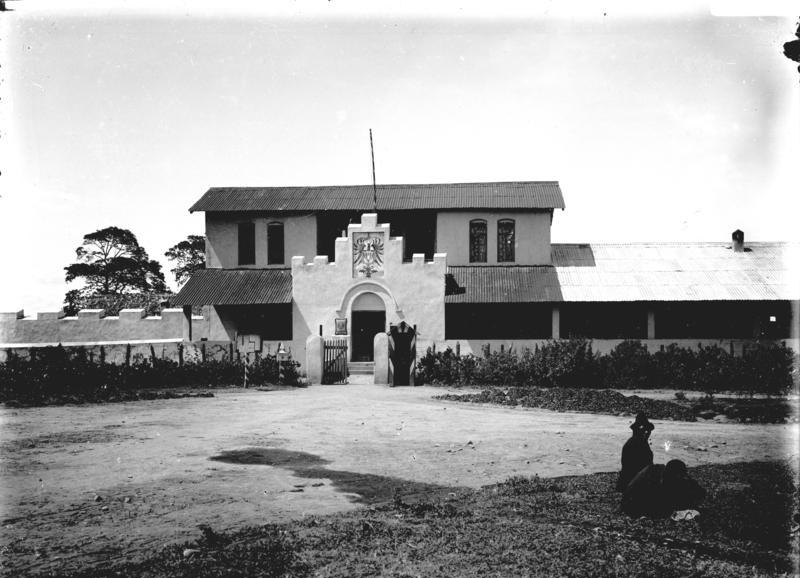
Deutsches Bezirksamt Aruscha

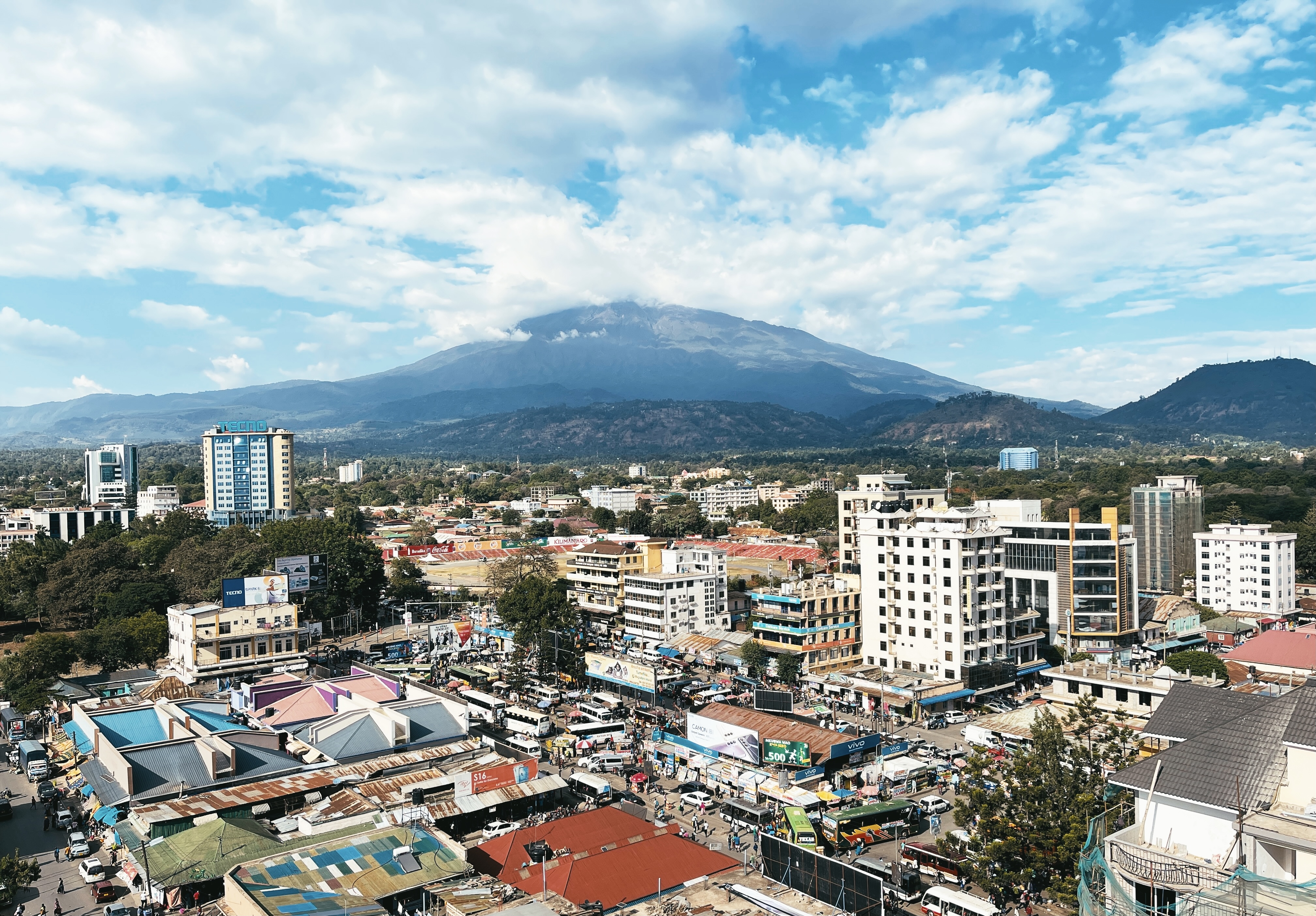
Stadtbild von Arusha

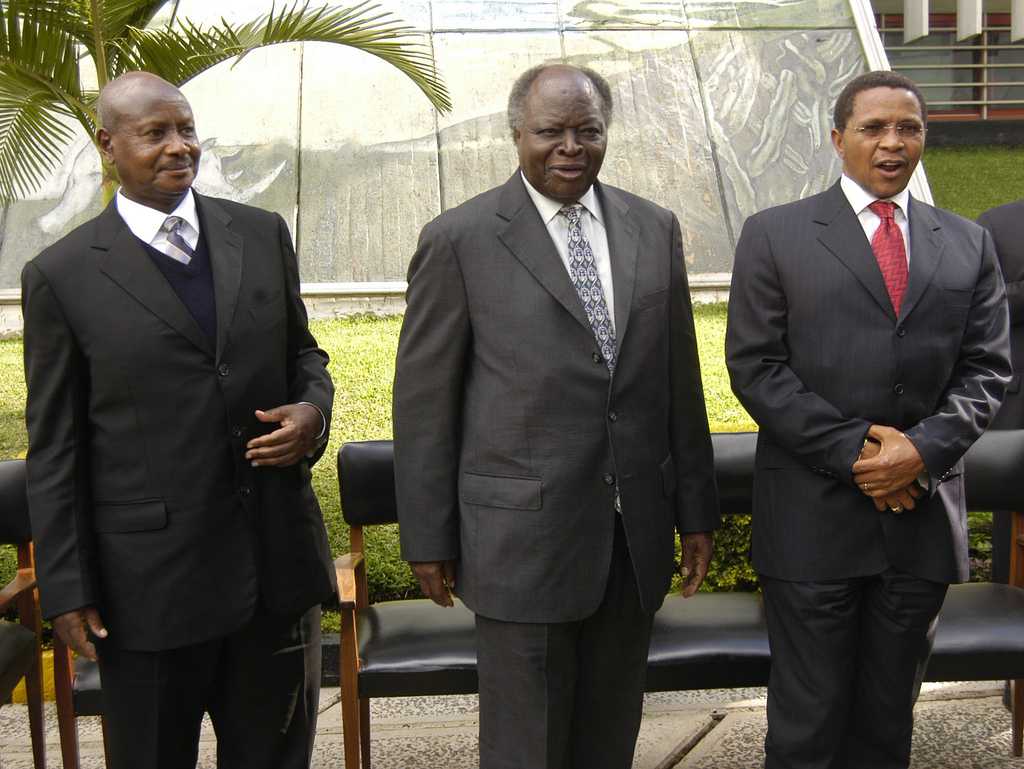
Yoweri Museveni, Mwai Kibaki und Jakaya Kikwete während des 8. Gipfels der Ostafrikanischen Gemeinschaft in Arusha (2006).

Arusha (deutsch auch Aruscha) ist eine Stadt im Nordosten Tansanias und Verwaltungssitz der Region Arusha. Benannt ist die Stadt nach einem in der Region lebenden Volk der Massai. Die Stadt hatte 2012 mehr als 410.000 Einwohner. Angesichts des Bevölkerungswachstums in den zurückliegenden Jahren und den ca. 100.000 Pendlern schätzte die Stadtverwaltung 2011, dass sich am Tage mehr als 500.000 Menschen in der Stadt aufhalten. 2022 wurden 617.631 Einwohner gezählt. Die gesamte Region Arusha zählt mehr als 2,3 Millionen Einwohner.
Die Stadt ist ein wichtiges internationales diplomatisches Zentrum. Es beherbergt den Afrikanischen Gerichtshof der Afrikanischen Union und ist die Hauptstadt der Ostafrikanischen Gemeinschaft. Von 1994 bis 2015 war die Stadt auch Gastgeber des Internationalen Strafgerichtshofs für Ruanda.

## Geographie
Arusha liegt knapp 90 km südwestlich des Gipfels vom Kilimandscharo-Massiv auf 1.400 m Höhe. Unmittelbar nördlich befindet sich der kleine Arusha-Nationalpark mit dem 4.565 m hohen, ruhenden Vulkan Mount Meru und dem an seinem Fuß gelegenen Ngurdoto-Krater.
Arusha, unterhalb des Mount Meru, liegt am östlichen Rand des Great Rift Valley und hat ein gemäßigtes Klima. Die Stadt liegt in der Nähe des Serengeti-Nationalparks, des Ngorongoro-Naturschutzgebiets, des Lake-Manyara-Nationalparks, der Olduvai-Schlucht, des Tarangire-Nationalparks, des Kilimandscharo und des Mount Meru im Arusha-Nationalpark.

## Geschichte
Arusha wurde 1896 von den Deutschen erobert, nachdem zwei Missionare zuvor ermordet wurden. Zur deutschen Kolonialzeit wurde im Jahr 1900 der Militärposten und der Ort Aruscha gegründet und dauerhaft besetzt. 1904 wurde in Aruscha das Fort für die dort stationierte 1. Kompanie der Schutztruppe für Deutsch-Ostafrika fertiggestellt. Aruscha wurde das wirtschaftliche Zentrum für die sich im umgebenden Flachland ansiedelnden deutschen Viehzüchter und die deutschen Kaffeepflanzer am nahen Berg Meru. Am 1. April 1913 wurde die Militärstation Aruscha aus dem Bezirk Moschi ausgegliedert und zum eigenen Bezirk der Kolonie Deutsch-Ostafrika erklärt mit Aruscha als Sitz des Bezirksamtes. Die Weiterführung der Usambarabahn Tanga – Neu Moschi nach Aruscha war fest eingeplant, konnte aber wegen des Ausbruchs des Ersten Weltkrieges im August 1914 nicht mehr verwirklicht werden. 1929 wurde dann unter britischer Mandatsverwaltung die Verlängerung der Bahn von Moschi nach Aruscha fertiggestellt.
Da Deutsch-Ostafrika sich nach Kriegsbeginn im August 1914 wirtschaftlich völlig selbstversorgen musste, wurde dafür verkehrstechnisch unter anderen auch die Straße Aruscha – Kondoa-Irangi – Dodoma gebaut. Die Reisezeit für Trägerkolonnen auf dieser Straße betrug 14 Tage. Es ist die heutige tansanische Fernverkehrsstraße T5 Aruscha – Dodoma – Iringa.
Im Jahr 2013 stürzte ein Steinbruch in Arusha ein und tötete 14 Bergleute nach starken Regenfällen.

## Bevölkerung
Bevölkerungsentwicklung
Die folgende Übersicht zeigt die Einwohnerzahlen nach dem jeweiligen Gebietsstand seit der Volkszählung 1978 auf:
| Jahr          | Einwohnerzahl |
| ------------- | ------------- |
| 1978 (Zensus) | 55.223        |
| 1988 (Zensus) | 102.544       |
| 2002 (Zensus) | 333.791       |
| 2012 (Zensus) | 416.442       |
| 2022 (Zensus) | 617.631       |

Religion
Zu den Religionen der Stadtbevölkerung von Arusha gehören Christentum, Islam, Sikhismus und Hinduismus.

## Politische Rolle
Die Stadt war von 1967 bis 1977 Sitz der Ostafrikanischen Gemeinschaft und ist seitdem internationaler Konferenzort. Ebenfalls 1967 verkündete der damalige Präsident Tansanias, Julius Kambarage Nyerere, hier die Arusha-Deklaration, ein sozialistisch geprägtes Entwicklungsprogramm.
1969 wurde das Arusha-Abkommen zur Liberalisierung des Warenverkehrs zwischen EWG, Kenia, Tansania und Uganda beschlossen.
1993 wurde hier das Arusha-Abkommen unterzeichnet, welches den langjährigen Bürgerkrieg in Ruanda beenden sollte. Tatsächlich kam es aber schon im Jahr darauf zum Völkermord in Ruanda.
Seit 1995 tagt der Internationale Strafgerichtshof für Ruanda in der Stadt, der zur Aufarbeitung des Völkermords von 1994 dient. Internationale Konferenzen der Vereinten Nationen und der Afrikanischen Union machen Arusha zum afrikanischen Treffpunkt des Kontinents.
Im Jahr 2006 war Arusha Austragungsort des 8. Gipfels der Ostafrikanischen Gemeinschaft.
Arusha ist außerdem katholischer und evangelischer Bischofssitz.
Die Stadt gilt als mögliche Hauptstadt einer zukünftigen Ostafrikanischen Föderation.

## Wirtschaft
Seit den 1970er Jahren hat sich die Bevölkerungszahl versiebenfacht. Heute ist Arusha Zentrum des tansanischen Tourismus, der auch den wichtigsten Wirtschaftszweig darstellt. Aufgrund der vielen Safari-Touristen, die nach Arusha kommen, wird die Stadt in Anlehnung an Daressalam im Volksmund manchmal scherzhaft Dar es Safari genannt. Neben Daressalam ist Arusha einer der wichtigsten Industriestandorte Tansanias (vorwiegend Rohstoffverarbeitung, insbesondere Kaffee, Getreide, Sisal, Kapok, Jute und Kokosfaser, seit einigen Jahren auch Anbau von Schnittblumen für den Export).
In Arusha befindet sich ein Nationales Naturhistorisches Museum. Sehenswert ist zudem der Arusha-Glockenturm sowie das Uhuru-Denkmal, mit danebenliegendem Museum.

## Infrastruktur

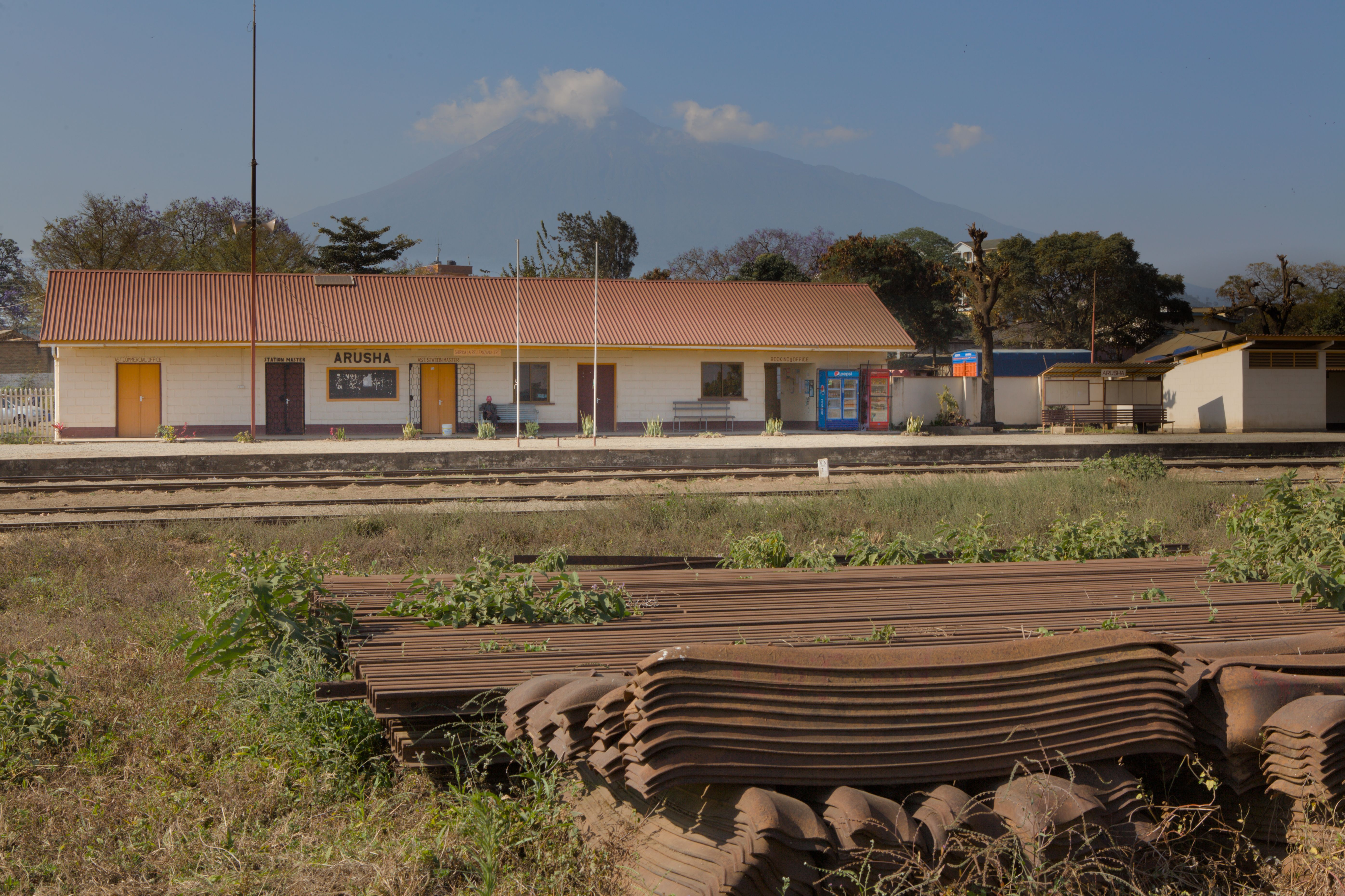
Der Bahnhof Arusha

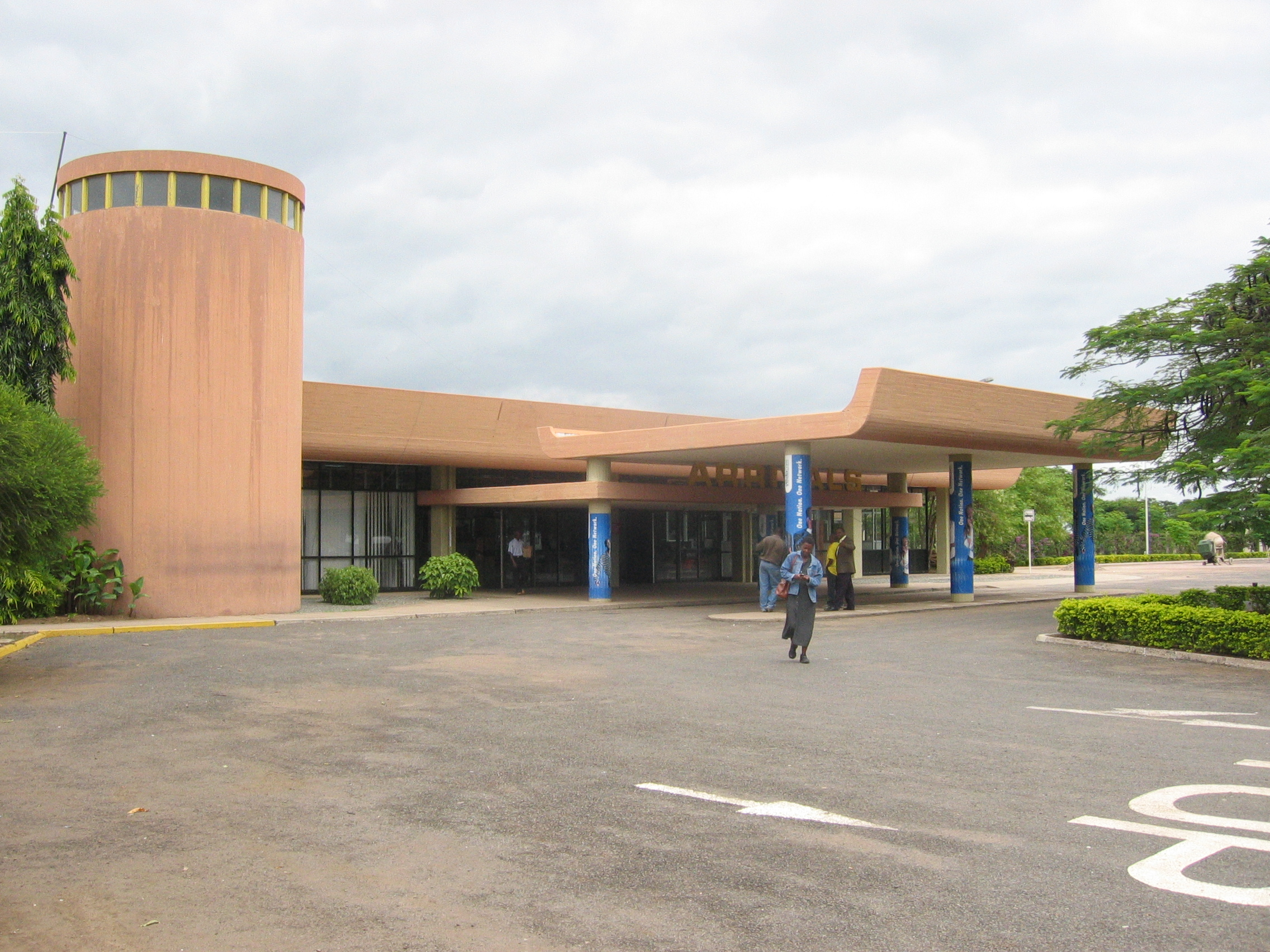
Flughafen Kilimanjaro

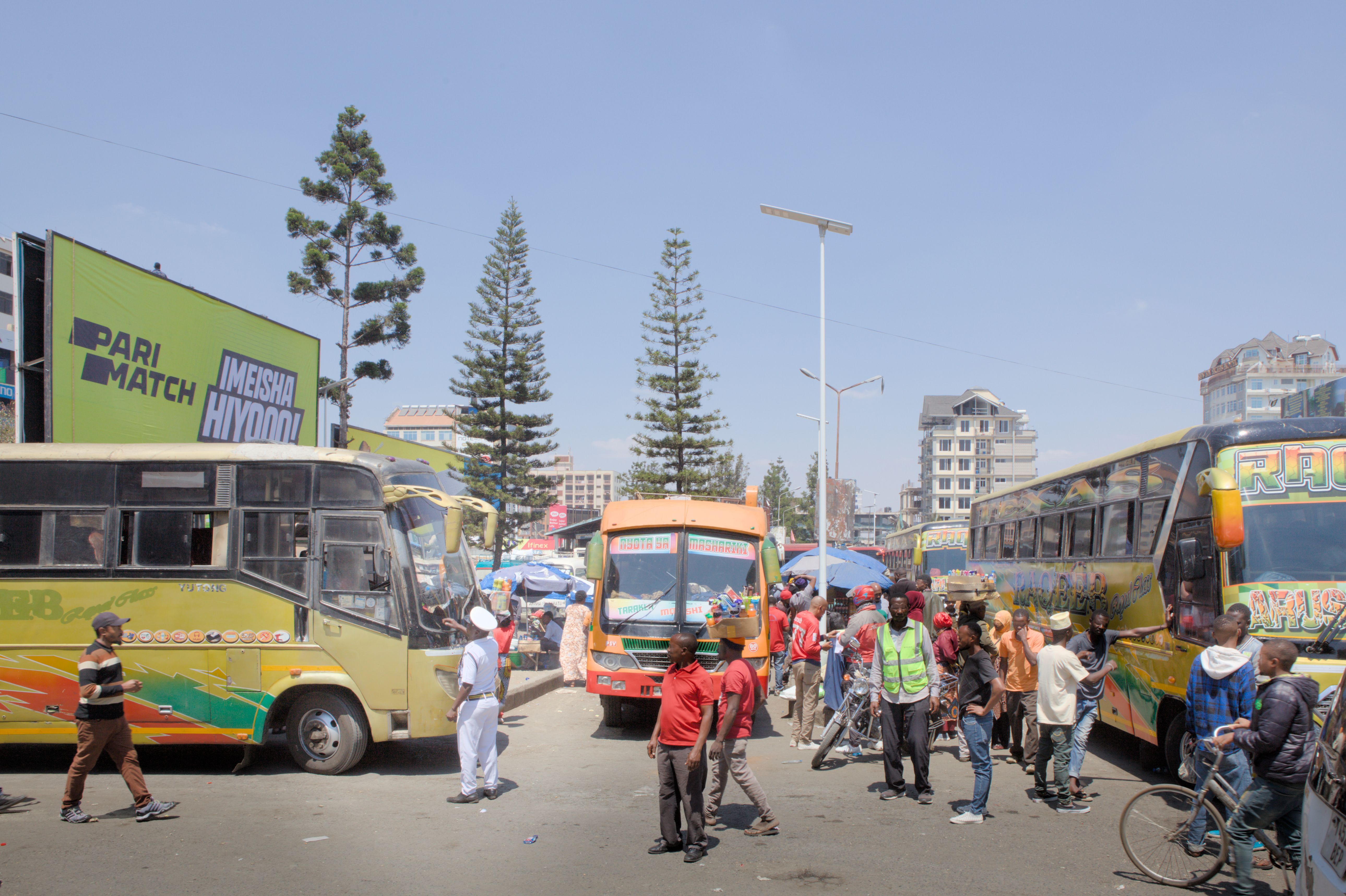
Das Arusha Central Bus Terminal

Der Hauptbahnhof von Arusha befindet sich an der Bahnlinie Moshi-Arusha und  Daressalam. Derzeit findet auf dieser kein Personenverkehr statt. Die Stadt verfügt über eine gute Verkehrsanbindung, u. a. den Regionalflughafen Arusha. Der Kilimanjaro International Airport befindet sich etwa 50 Kilometer in Richtung der östlich gelegenen Nachbarstadt Moshi. 

### Einkaufsmöglichkeiten
Neben einer Vielzahl kleiner Supermärkte, Märkte und Straßenverkäufer gibt es in Arusha zwei große Einkaufszentren und zwei größere Märkte:
- Nakumatt (ehemals Shoprite) (TFA) Shopping-Komplex: Lebensmittel, Outdoor-Artikel, Souvenirs, Restaurants, Cafés
- Njiro Shopping Centre: verschiedene Läden, Cafés, Restaurants
- Kilombero Market: traditioneller Markt mit Lebensmitteln und allem, was man für das tägliche Leben braucht
- Soko Kuu: Der überdachte Hauptmarkt der Stadt nahe der Moschee
- Arusha Curio Market: Maasai-Kunsthandwerk

## Söhne und Töchter
- Edward Lowassa (1953–2024), Politiker und Premierminister
- Bernardin Mfumbusa (* 1962), katholischer Geistlicher, Bischof von Kondoa
- Hilde Frafjord Johnson (* 1963), norwegische Politikerin
- Amnaay Zebedayo Bayo (* 1976), Langstreckenläufer
- John Nada Saya (1978–2011), Marathonläufer
- Phaustin Baha Sulle (* 1982), Langstreckenläufer

## Städtepartnerschaften
- Durham, USA
- Kansas City, USA
- Mürzzuschlag, Österreich
- Tifariti, Demokratische Arabische Republik Sahara

## Sonstiges
Arusha ist außerdem durch den Film Hatari! (1962) mit Hardy Krüger und John Wayne bekannt. Ferner wurden hier einige Szenen des Films Münchhausen in Afrika (1958) mit Peter Alexander gedreht.
Arusha soll auf halbem Weg zwischen Kapstadt und Kairo liegen.